# Bastian Dankert
Bastian Dankert (Schwerin, 1980. június 9. –) német nemzetközi labdarúgó-játékvezető. Polgári foglalkozása sporttudós.

## Pályafutása
Dankert 2008-ban DFB, majd 2012-ben Bundesliga játékvezető lett.

2018. április 30-án a FIFA megválasztotta videobíró asszisztensnek a 2018-as labdarúgó-világbajnokságon.

## Magánélete
Dankert Schwerinben él és sporttudománnyal foglalkozik.